# Фридрих II (герцог Верхней Лотарингии)
Фридрих II (также Ферри или Фредерик; фр. Frédéric II, нем. Friedrich II; 997/999 — 18 мая 1026) — граф Бара и герцог Верхней Лотарингии с 1019 года (как соправитель отца) .

## Биография

### Ранние годы
Фридрих II — сын герцога Верхней Лотарингии Тьерри I и Ришильды, дочери графа Блейсгау, Люневеля, и графа-палатина Меца Фольмара I фон Блейсгау. Дата рождения Фридриха неизвестна: скорее всего, он родился между 997 и 999 годами.
В 1018 году его отец Тьерри был захвачен во время войн с Бургундией, победив при этом Эда II де Блуа, графа Блуа, Труа, Шартра и Мо. Тогда Фридрих поддержал отца, заключив союз с графом Анжу Фульком III Неррой, с помощью которого дал Эду сражения в Понлевуа и Шампани.

### Правление
В 1019 году Тьерри назначил сына Фридриха II своим соправителем в Лотарингии. После смерти в 1024 году Генриха II, Тьерри выступил против нового императора Конрада II, а сам Фридрих поднял восстание вместе с герцогом Швабии Эрнстом II, пасынком Конрада, против него. В результате они атаковали Страсбург. однако вскоре они присоединились к сторонникам императора. Повстанцы предложили императорскую корону королю Франции Роберту II, но тот отказался, хотя и поддерживал движение и направил свои войска для захвата Меца. Мятежники были отбиты, но герцог Фридрих начал планировать новые восстания, но смерть помешала его замыслам.
Фридрих скончался в мае 1026 года. Точно не известно, кто умер раньше — Тьерри или его сын Фридрих II. Традиционной датой смерти Тьерри считается 14 апреля 1026 года, однако существуют и другие гипотезы, согласно которым он умер позднее. Э. Главичка считает, что Фридрих скончался 20 мая 1027 года.. По другой версии, он умер в мае 1033 года. Поэтому иногда следующим герцогом Верхней Лотарингии считается внук Тьерри и сын Фридриха Фридрих III, так как по одной версии Фридрих мог не править герцогством.

### Семья
Жена: приблизительно с 1016 года или ранее — Матильда (988—20 июля 1032), дочь герцога Швабии Германа II, вдова герцога Каринтии Конрада I, затем жена графа Швабенгау Эзико фон Балленштедта. Дети:
- Фридрих III (ок. 1017—22 мая 1033), граф Бара и герцог Верхней Лотарингии с 1026 года
- София (ок. 1018—21 января 1093); муж — Людовик де Скарпон (ок. 1010 — ок. 1073), граф Монбельяра, Феррета и Альткирха с 1042 года, граф Бара и сеньор Муссона (по праву жены) с 1038 года
- Беатрис (ок. 1019—21 января 1093, похоронена в Пизе); 1-й муж — Бонифаций III (ок. 985 — май 1052), маркграф Тосканы и сеньор Каноссы с 1027 года; 2-й муж — Готфрид II Бородатый (ум. 30 декабря 1069), герцог Верхней Лотарингии в 1044—1047 годах, герцог Нижней Лотарингии с 1065 года.